# Campeonato Mato-Grossense de Futebol de 2009
O Campeonato Mato-Grossense de Futebol de 2009 aconteceu entre 24 de janeiro e 26 de abril de 2009 e reuniu dezesseis equipes. A equipe campeã do campeonato garantiu vaga na Copa do Brasil de 2010 e na Série D do Campeonato Brasileiro de 2009.

## Formato

### Critérios de desempate
Os critério de desempate foram aplicados na seguinte ordem:
1. Maior número de vitórias
2. Maior saldo de gols
3. Maior número de gols pró (marcados)
4. Número de pontos no confronto direto
5. Saldo de gols no confronto direto
6. Sorteio